# RTOS-UH
RealTimeOperatingSystem-UniversitätHannover (RTOS-UH) ist ein Echtzeitbetriebssystem für die Automatisierungstechnik. Es wurde 1985 vom RTOS-UH-Team am Institut für Regelungstechnik an der Leibniz-Universität Hannover entwickelt und wird inzwischen von verschiedenen Ingenieurbüros betreut und weiterentwickelt.
Durch seine Kompaktheit findet man es hauptsächlich in den embedded-Bereichen vom System-on-a-Chip (Ein-Chip-System) bis zu komplexen VME-Systemen wieder. 